# Gcn4
Gcn4是釀酒酵母（S. cerevisiae）中的一种转录因子，是酵母基因组中的“主调节因子”（"master regulator"），调节接近十分之一的酵母基因组。
在Razaghi等人的一项研究中，氨基酸饥饿实验激活了转录因子Gcn4，导致几乎所有参与氨基酸生物合成的基因都被诱导转录，包括组氨醇脱氢酶基因 HIS4和Γ-干扰素基因 hIFNγ 。
Gcn4是一种高度保守蛋白，其在哺乳动物中的同源物是转录激活因子-4（ATF4）。